# Саво Вујовић
Саво Вујовић (Цетиње, 17. јануар 1900. — Херцег Нови, 20. април 1973.) био је српски сликар, графичар и ликовни педагог из Црне Горе. 

## Биографија
Саво Вујовић је студије сликарства започео на Уметничкој школи у Београду 1919–1922, у класи Љубе Ивановића. Наставио да се усавршава у Прагу, најпре у Прузисловој уметничкој школи, а 1922–1924. у школи Енгела Милера. По завршетку школовања вратио се на Цетиње, где је радио као професор цртања у тамошњој гимназији.
Покреће први хумористички лист у Црној Гори Мали Радојица (1926–1928). Бавио се и карикатуром. Излаже на првој изложби Удружења ликовних уметника у Београду 1927. и учествује на свим пролећним и јесењим изложбама. У Љубљани, за време Другог светског рата, ради као гимназијски професор.
У Херцег Нови прешао 1948. где је радио као шеф одсека сценографије у позоришту, а касније као шеф графичког одсека Школе за примењену умјетност.
Био је члан иницијативног одбора за оснивање Удружења ликовних умјетника Црне Горе (1946).

## Ликовно стваралаштво
У његовом сликарству до краја Другог светског рата издвајају се три периода: импресионистички и сезанистички (упоредо до 1931), те период поетског реализма (до 1945). Под утицајем рада у графици од 1950. настаје кубистички период који је, уз краће прекиде, трајао до 1966. када је наступила последња, апстрактна фаза која је трајала до уметникове смрти.
Серију графика Вујовић је посветио мотивима из Горског вијенца, на којима се могу евидентирати сценографска и декоративна решења.

## Самосталне изложбе
- Праг (1921),
- Цетиње (1921, 1922, 1957),
- Подгорица (1922),
- Никшић (1922),
- Павиљон Цвијета Зузорић, Београд (1933),
- Херцег Нови (1969).

## Колективне изложбе
- Чехословачка,
- Италија,
- Белгија,
- Швајцарска,
- Аустрија,
- Бразил,
- Француска,
- Пољска,
- Совјетски Савез,
- Мађарска,
- Бугарска.

## Награде
- Награда Народног позоришта за сценографију, Цетиње (1945, 1949);
- Награда УЛУЦГ-а (1946);
- Награда за декорацију, „100 година смрти Петра II Петровића Његоша” (1951);
- Награда Општине Цетиње (1957);
- Награда Извршног вијећа НРЦГ (1957, 1958);
- Награда I Херцегновског зимског салона (1968).